# ATP Challenger Adelaide
Das ATP Challenger Adelaide (offizieller Name: Charles Sturt Adelaide International) war ein Tennisturnier in Adelaide, Australien, das 2013 und 2014 ausgetragen wurde. Es war Teil der ATP Challenger Tour und wurde in der Halle auf Hartplatz gespielt. An selber Stelle wurde 1993 und 1994 schon ein Turnier gespielt.

## Liste der Sieger

### Einzel
| Jahr                         | Sieger         | Finalgegner        | Ergebnis  |
| ---------------------------- | -------------- | ------------------ | --------- |
| 2014                         | Bradley Klahn  | Tatsuma Itō        | 6:3, 7:69 |
| 2013                         | Matthew Barton | James Ward         | 6:2, 6:3  |
| 1995–2012: nicht ausgetragen |                |                    |           |
| 1994                         | Neil Borwick   | Mark Philippoussis | 7:6, 7:6  |
| 1993                         | Mark Petchey   | Peter Tramacchi    | 6:3, 6:2  |

### Doppel
| Jahr                         | Sieger                         | Finalgegner                    | Ergebnis |
| ---------------------------- | ------------------------------ | ------------------------------ | -------- |
| 2014                         | Marcus Daniell Jarmere Jenkins | Dane Propoggia Jose Statham    | 6:4, 6:4 |
| 2013                         | Sam Groth Matt Reid            | James Duckworth Greg Jones     | 6:2, 6:4 |
| 1995–2012: nicht ausgetragen |                                |                                |          |
| 1994                         | Mahesh Bhupathi Dick Norman    | Scott Draper Peter Tramacchi   | 7:6, 7:6 |
| 1993                         | Joshua Eagle Andrew Florent    | Ben Ellwood Mark Philippoussis | 6:1, 6:3 |